# Wuxi Sports Center Gym
Das Wuxi Sports Center Gym (chinesisch: 无锡市体育中心) ist eine Mehrzweckhalle für Sport-, Freizeit- und Kulturveranstaltungen in der chinesischen Stadt Wuxi in der Provinz Jiangsu. Das Gebäude ist Teil eines Sportparks mit einer Gesamtfläche von rund 60.000 Quadratmetern und wurde 2004 von der Wuxi Bowei Sports Industry Investment and Development Co. errichtet.
Das Wuxi Sports Center Gym ist seit 2008 Austragungsort des Snookerturniers Wuxi Classic, welches in den ersten zwei Jahren noch unter dem Namen Jiangsu Classic stattgefunden hatte. Die Halle wurde explizit auf die Bedürfnisse des Snookersports zugeschnitten und im Mai 2013 von der WPBSA mit dem Titel WPBSA Centre of Excellence ausgezeichnet. Es ist das Heimatturnier des erfolgreichsten chinesischen Snookerspielers, Ding Junhui.
Es war zudem einer der Austragungsorte der Handball-Weltmeisterschaft der Frauen 2009.